# انور خوجه
اَنوَر خوجه (زاده ۱۶ اکتبر ۱۹۰۸ – درگذشته ۱۱ آوریل ۱۹۸۵) دبیر اول حزب کارگر و رهبر آلبانی از پایان جنگ جهانی دوم تا زمان مرگش در سال ۱۹۸۵ بود. گفته شده‌است که او در محله پالورتوی شهر «جیروکاسترا» به‌دنیا آمد، از پدری به اسم «خلیل» و مادری به اسم «گیلو». او همچنین از سال ۱۹۴۴ تا سال ۱۹۵۴ به عنوان نخست‌وزیر آلبانی، وزیر دفاع، وزیر امور خارجه، رئیس پیش‌آهنگان دموکراسی آلبانی از سال ۱۹۴۵ تا زمان مرگ و همچنین کمیسر عالی نیروهای مسلح آلبانی از سال ۱۹۴۴ تا زمان مرگ بود. خوجه به واسطه اظهارات خود پیرامون مخالفت با بازنگری در اصول مارکسیسم-لنینیسم از اواسط دهه ۱۹۷۰ مورد توجه بود. بعد از این‌که او در سال‌های ۱۹۷۶ تا ۱۹۷۸ از مائوئیسم فاصله گرفت، پس از آن تعدادی از احزاب مائوئیست، طرفداران معتقد به اصول فکری وی را خوجه‌ایست نامیدند. انور خوجه در ۱۱ آوریل ۱۹۸۵ در سن ۷۶ سالگی درگذشت.
در زمان خوجه به منظور دفاع در برابر حملهٔ شیمیایی، ۷۰۰٬۰۰۰ سنگر بتونی تک‌نفره در آلبانی ساخته شد، و این در حالی بود که جمعیت کشور نزدیک به سه میلیون نفر بود. قرار بود از این سنگرها به عنوان محلی برای دیدبانی و تیراندازی با جنگ‌افزار شیمیایی استفاده شود. این سنگرها بسیار محکم و با توان ترابری ساخته شده بودند با این قصد که به راحتی با جرثقیل یا بالگرد، در حفره از پیش آماده شده، قرار داده شوند. این سنگرها، انواع گوناگونی داشتند که شامل سنگر تیربار، سنگرهای ساحلی، تأسیسات دریایی زیرزمینی و حتی محلی برای استقرار نیروی هوایی در کوهستان و سنگرهای زیرزمینی نیز می‌شد. ساخت سنگرهای آلبانی از ۱۹۶۷ تا ۱۹۸۶ (نزدیک به بیست سال) به طول انجامید.
آلبانی در زمان او تنها کشوری بود که دین‌داری را ممنوع و همه پرستش‌گاه‌های مذهبی را بست.

امضای انور خوجه